# Pihla (Vorname)
Pihla ist ein weiblicher Vorname.

## Herkunft und Bedeutung
Der Name ist abgeleitet vom finnischen pihlaja, das Vogelbeere/Vogelbeerbaum bedeutet.

## Bekannte Namensträgerinnen
- Pihla Viitala (* 1982), finnische Schauspielerin